# Love like candy floss
「Love like candy floss」はSweetSの3枚目のシングル。後に東京女子流によりカバーされた。

## SweetSのシングル

### 概要
「Love like candy floss」は日本の女性ヴォーカルダンスユニットSweetSの3枚目のシングル。
2004年2月11日にavex traxから発売された。 
日本テレビ系『汐留スタイル!』Stylish Play、サークルK（現・ファミリーマート）『デリプラスベーカリー』CMソング。

### 収録曲
1. Love like candy floss
作詞：rom△ntic high、作曲：BOUNCEBACK、編曲：ats-
ミュージック・ビデオ監督：田所貴司 [1]
2. Love like candy floss（Instrumental）

## 東京女子流のシングル
「Love like candy floss」は東京女子流の5枚目のシングル。2011年2月9日にavex traxから発売された。

### 概要
自身初のカバー曲。Type-A、Type-B、Type-C（いずれもCDとDVDのセット）、Type-D（CDのみ）の4種類。
2010年の定期ライブではオリジナル版で歌唱していたが、同年12月の定期ライブでアレンジ、振り付けが異なるTGS版を発表した後、こちらしか歌っていない。ちなみにオリジナル版は東京女子流結成後に初めて課された練習曲であった。

### 収録曲
1. Love like candy floss -TGS ver.-（=TGS09）
作詞：rom△ntic high、作曲：BOUNCEBACK、編曲：松井寛
2. きっと 忘れない、、、 -Royal Mirrorball Mix-
作詞：黒須チヒロ、作曲・編曲：松井寛
3. Love like candy floss（Instrumental）
4. Love like candy floss -Royal Mirrorball Mix-
Type-Dにのみ収録。
5. おんなじキモチ - Kids ver. -
Type-Dにのみ収録。

### DVD

#### Type-A
「Love like candy floss」初披露ドキュメント＋LIVE映像

#### Type-B
お出かけムービー 〜日光編〜

#### Type-C
1. Love like candy floss -TGS ver.- （Video Clip）
ミュージック・ビデオ監督：田所貴司 [2]
2. Making Movie